# Juan Carlos Castilla
Juan Carlos Castilla (Xile, 1940) és considerat el pioner de l'ecologia marina sud-americana. La seva contribució fonamental ha estat en l'estudi dels ecosistemes de les costes rocoses de Xile i la seva sostenibilitat. És destacable la seva aportació a les polítiques públiques d'aquesta matèria, així com la seva alta productivitat científica, reconeguda internacionalment, a través de la publicació de llibres i articles a diaris i revistes, científiques i específicament marines, més prestigiosos del món.

## Premis i reconeixements
- 2011- El president de la Generalitat, Artur Mas, va presidir el 24 d'octubre l'acte de lliurament del Premi Ramon Margalef que li va atorgar la Generalitat de Catalunya.